# Москава
Москава(пол. Maskawa, Moskawa) — річка в Польщі, у Кротошинському й Вжесінському повітах Великопольського воєводства. До XIX століття річка мала назву Жрениця. Права притока Варти (басейн Балтійського моря).

## Опис
Довжина річки 54,98 км, найкоротша відстань між витоком і гирлом — 32,60 км, коефіцієнт звивистості річки — 1,69 . Площа басейну водозбору 620,8  км².

## Розташування
Бере початок на південно-східній стороні від міста Костшин у ґміні Костшин. Спочатку тече переважно на південний схід через місто Неклю, потім повертає на північний захід і тече через місто Сьрода-Великопольська. Біля Юзефова впадає у річку Варту, праву притоку Одри.
Притоки: Середня Струга (пол. Średka Struga) (права), Вєлька (пол. Wielka) (ліва).

## Цікавий факт
- Річки Вісла і Варта оспівані у гімні Польщі.